# Wassertreter (Käfer)
Die Wassertreter (Haliplidae) stellen eine Familie innerhalb der Ordnung der Käfer (Coleoptera) dar, die weltweit verbreitet sind und etwa 240 bekannte Arten umfassen.

## Merkmale
Die Vertreter dieser Familie sind kleine, zwei bis fünf Millimeter lange, breit spindelförmige Wasserkäfer, von gelber bis rotbrauner Grundfarbe mit schwarzen Flecken, mit einfachen fadenförmigen, elfgliedrigen Fühlern und dünnen Gangbeinen, deren hinteres Paar an Schienen (Tibien) und Tarsen mit Schwimmborsten besetzt ist. Ihre Fortbewegung im Wasser besteht in paddelnder Bewegung (Name) der nicht zu typischen Schwimmbeinen umgebildeten Beine.

## Lebensweise
Sie sind gute Flieger und besiedeln so neu eingerichtete Gartenteiche, auch fallen sie hin und wieder irrtümlicherweise auf Glasflächen von Gewächshausanlagen. Wassertreter atmen Luftsauerstoff, den sie mit dem Hinterleibsende an der Wasseroberfläche erneuern und unter den Flügeldecken und den mächtigen plattenförmigen Hinterhüften speichern.
Man findet sie in langsam fließenden oder stehenden Gewässern, wo sie als Pflanzenfresser mehr kriechend als schwimmend die Unterwasservegetation beweiden (Algen) oder auch Kleinkrebse, Würmer und Mückeneier fressen. 
Die Eiablage erfolgt an Wasserpflanzen.
Ihre Larven saugen mit hochspezialisierten Mandibeln (Saugmandibeln) an Algen und nehmen den im Wasser gelösten Sauerstoff durch die Körperoberfläche auf.
Herangewachsen verpuppen sie sich in einer Erdhöhle an Land.

## Systematik

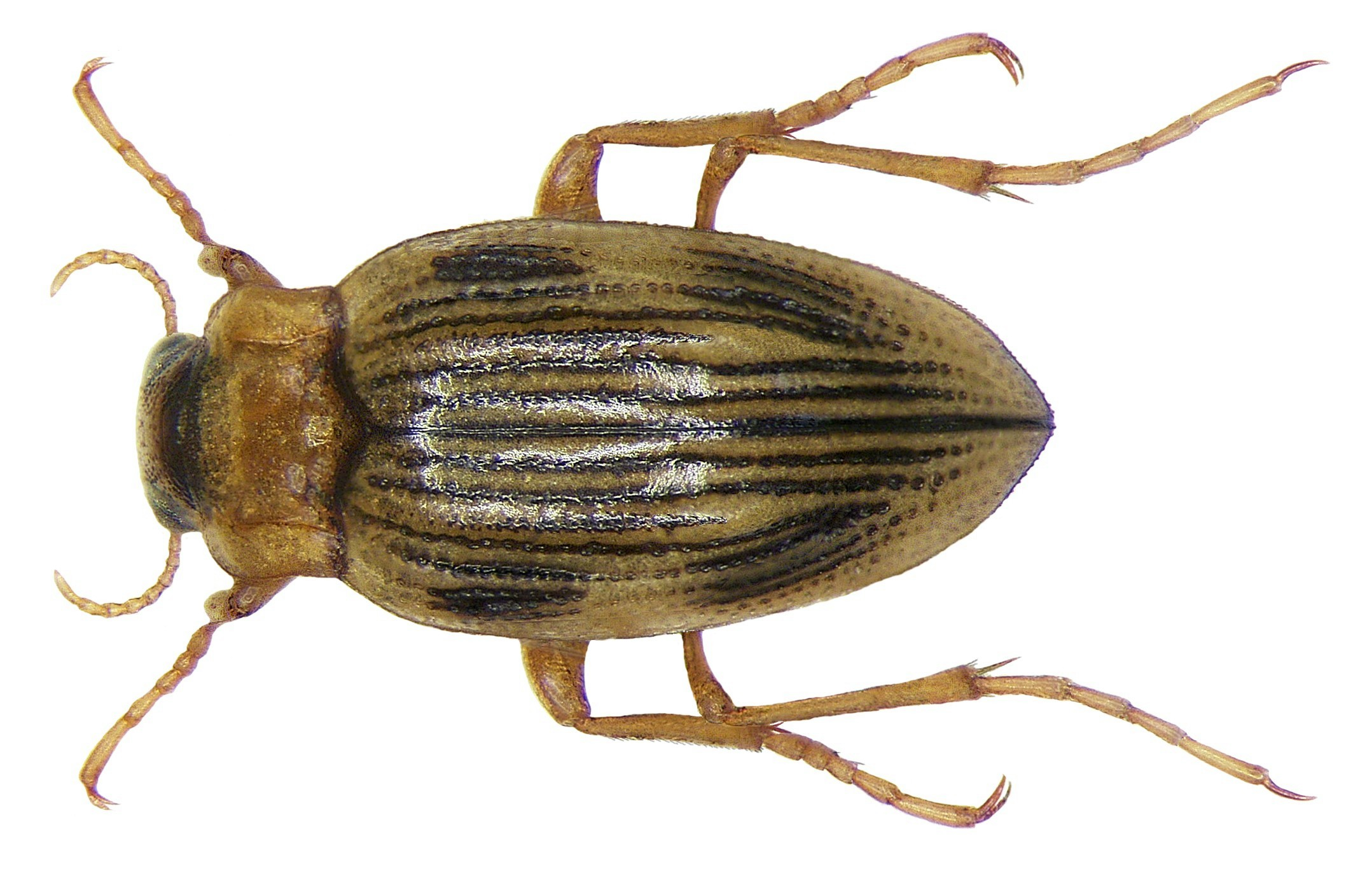
Brychius elevatus

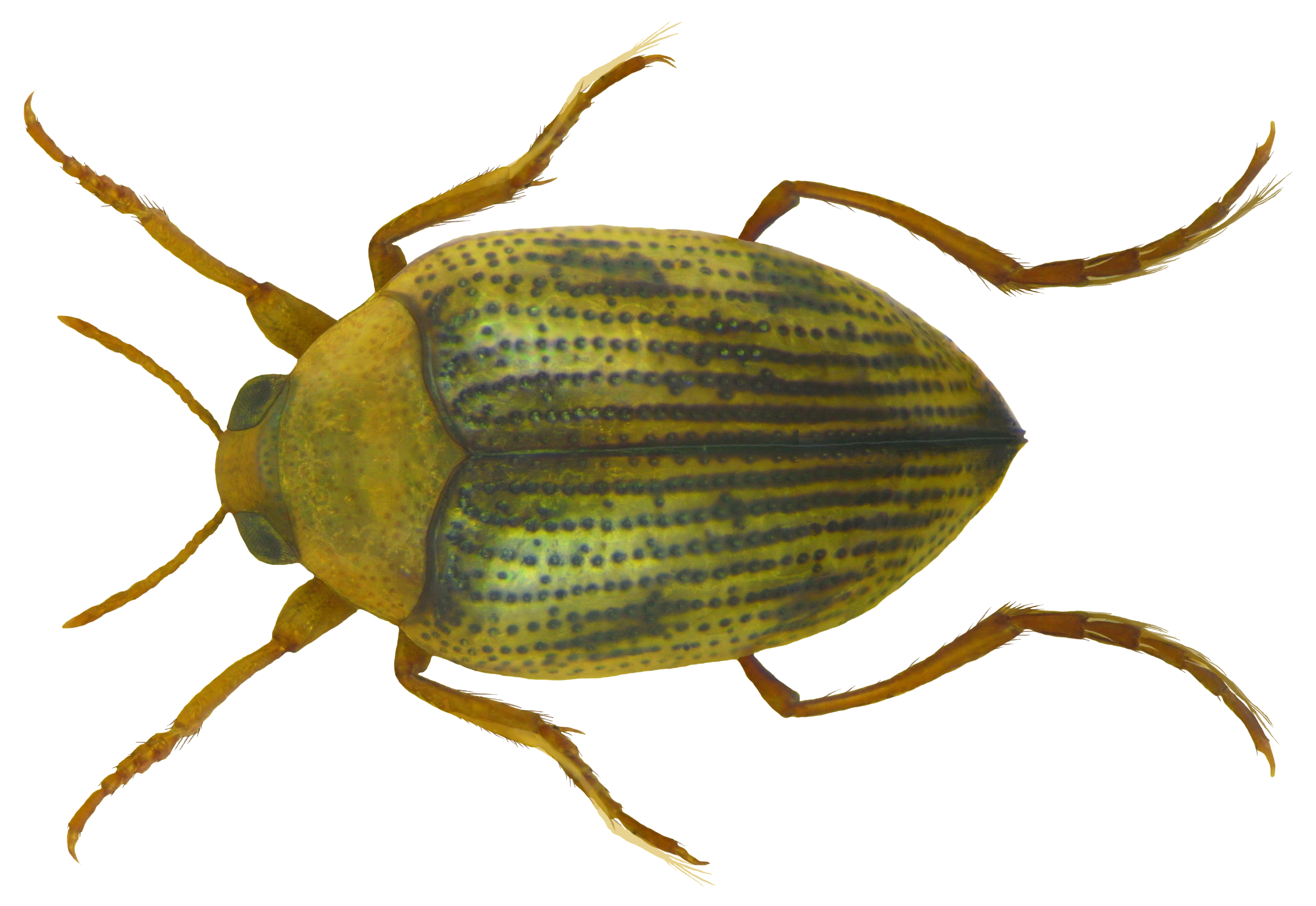
Haliplus ruficollis

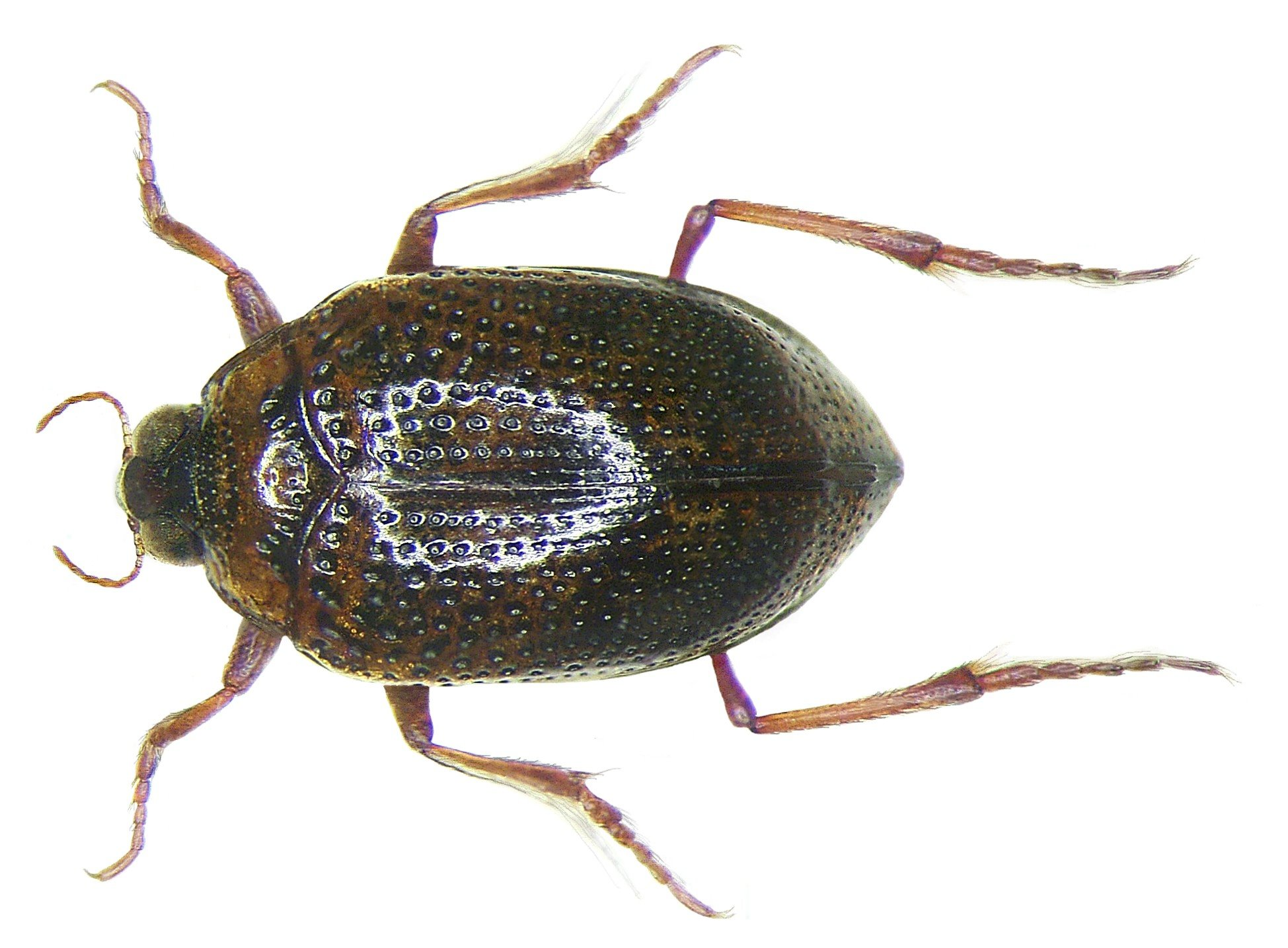
Peltodytes caesus

Weltweit sind etwa 240 Arten beschrieben, in Mitteleuropa kommen 21 Arten vor, in Deutschland sind es 20 Arten.
Die folgende Liste gibt eine Übersicht über die in Europa vorkommenden Arten.

### Familie Haliplidae
- Brychius elevatus (Panzer, 1794)
- Brychius glabratus (A. Villa & J. B. Villa, 1835)
- Haliplus confinis Stephens, 1828
- Haliplus obliquus (Fabricius, 1787)
- Haliplus varius Nicolai, 1822
- Haliplus apicalis Thomson, 1868
- Haliplus fluviatilis Aubé, 1836
- Haliplus fulvicollis Erichson, 1837
- Haliplus furcatus Seidlitz, 1887
- Haliplus heydeni Wehncke, 1875
- Haliplus immaculatus Gerhardt, 1877
- Haliplus interjectus Lindberg, 1937
- Haliplus lineolatus Mannerheim, 1844
- Tropfenförmiger Wassertreter (Haliplus ruficollis (De Geer, 1774))
- Haliplus sibiricus Motschulsky, 1860
- Haliplus wehnckei Gerhardt, 1877
- Haliplus zacharenkoi Gramma & Prisny, 1973
- Haliplus andalusicus Wehncke, 1874
- Haliplus astrakhanus Vondel, 1991
- Haliplus dalmatinus Müller, 1900
- Haliplus flavicollis Sturm, 1834
- Haliplus fulvus (Fabricius, 1801)
- Haliplus gafnyi Vondel, 1991
- Haliplus guttatus Aubé, 1836
- Haliplus kulleri Vondel, 1988
- Haliplus laminatus (Schaller, 1783)
- Haliplus maculatus Motschulsky, 1860
- Haliplus mucronatus Stephens, 1828
- Haliplus rubidus Perris, 1857
- Haliplus variegatus Sturm, 1834
- Haliplus lineatocollis (Marsham, 1802)
- Haliplus ruficeps Chevrolat, 1861
- Ovaler Wassertreter (Peltodytes caesus (Duftschmid, 1805))
- Peltodytes rotundatus (Aubé, 1836)